# Întoarcerea Panterei Roz
Întoarcerea Panterei Roz (titlu original: The Return of the Pink Panther) este un film american din 1975 regizat de Blake Edwards. Este al patrulea film din seria Pantera Roz (The Pink Panther). Filmul îl are în rolul principal pe Peter Sellers, revenind în rolul inspectorului Clouseau, pentru prima dată de la O împușcătură în întuneric (1964), după ce a refuzat să mai repete rolul în Inspectorul Clouseau (1968), deoarece el și regizorul au fost ocupați cu producția filmului Petrecerea. Filmul a fost un succes comercial și a relansat seria de până atunci inactivă și, odată cu aceasta, cariera lui Peter Sellers.
Herbert Lom își reia rolul de inspectorul șef Charles Dreyfus din O împușcătură în întuneric; l-a continuat după aceea în următoarele filme. Personajul lui Sir Charles Litton, faimoasa Fantomă (Phantom), este acum interpretat de Christopher Plummer, care l-a înlocuit pe David Niven, care a jucat rolul din Pantera Roz (1963) și nu a fost disponibil. Diamantul Pantera Roz joacă din nou un rol central în complot. 

## Rezumat
În țara fictivă Lugash, un hoț misterios pune mâna pe diamantul Pantera Roz și lasă o mănușă albă brodată cu un „P” auriu. Deoarece comoara națională a dispărut din nou, șahul din Lugash solicită ajutorul inspectorului Clouseau (Peter Sellers) de la Sûreté, deoarece Clouseau a recuperat diamantul ultima dată când a fost furat (în Pantera Roz). Clouseau a fost retrogradat temporar de inspectorul șef Charles Dreyfus (Herbert Lom), care îl disprețuiește până la obsesie, dar guvernul francez îl obligă pe Dreyfus să-l repună în drepturi. Clouseau primește vestea cu bucurie și pleacă către Lugash, dar nu înainte de a respinge un atac surpriză al servitorului său Cato (Burt Kwouk), căruia i s-a ordonat să facă acest lucru pentru a-l ține pe inspector în formă.
Examinând locul crimei din muzeul național – în care, din cauza stângăciei sale obișnuite, distruge mai multe antichități neprețuite – Clouseau concluzionează că mănușa îl implică pe Sir Charles Litton (Christopher Plummer), alias „celebra Fantomă”, ca hoț. După mai multe eșecuri catastrofale în a supraveghea conacul Litton din Nisa, Clouseau crede că un asasin misterios încearcă să-l omoare. El o urmărește pe soția lui Sir Charles, Lady Claudine Litton (Catherine Schell), la hotelul Gstaad Palace din Elveția, în căutarea unor indicii despre locul unde se află soțul ei, și în mod repetat dă peste cap toată ancheta.
Între timp, Sir Charles este tachinat cu privire la furt de către soția sa și își dă seama că a fost înșelat. Ajuns în Lugash pentru a-și curăța numele, Sir Charles evită cu greu să fie ucis și este trimis la poliția secretă din Lugash de către asociatul său cunoscut sub numele de „Omul Gras” (Eric Pohlmann), care explică că, odată ce suspectul principal mort, poliția secretă nu va mai avea nicio scuză pentru a continua să-și epureze inamicii politici. Evadând, Sir Charles Litton îl găsește pe colonelul Sharki (Peter Arne), de la poliția secretă, care îl așteaptă, ceea ce sugerează că planul Omului Gras este corect, dar îi reamintește că diamantul trebuie recuperat în cele din urmă. Sir Charles se preface că cooperează, dar nu poate să-și ascundă reacția atunci când recunoaște o față în filmările de securitate ale muzeului. El evită un alt complot al Omului Gras și al subordonatului său duplicitar Pepi (Graham Stark) și scapă din Lugash, urmărit în secret de colonelul Sharki, care crede că Sir Charles îl va conduce la diamant.
În Gstaad, Clouseau, care o urmărește încă pe Lady Claudine, primește brusc ordin de la Dreyfus prin telefon să o aresteze în camera ei de hotel. Cu toate acestea, când Clouseau sună înapoi pentru a confirma ordinul, i se spune că Dreyfus este în vacanță. Sir Charles, care între timp a închiriat un zbor privat din Lugash, ajunge la hotel și este primul care își confruntă soția. Lady Claudine recunoaște că a furat bijuteria pentru a stârni puțină pasiune în viața lor. Colonelul Sharki apare, dar tocmai când se pregătește să-i omoare pe amândoi, inspectorul Clouseau intră. Sir Charles îi explică totul lui Clouseau, iar Sharki este pe cale să-i omoare pe cei trei. Cu toate acestea, Dreyfus l-a urmărit pe Clouseau și se află în afara camerei de hotel cu o pușcă - Dreyfus este de fapt „asasinul misterios” care a încercat să-l omoare pe Clouseau în tot acest timp. Când Dreyfus trage în Clouseau, îl ucide pe Sharki. Ceilalți trei se adăpostesc, în timp ce Dreyfus, înfuriat de ultimul său eșec de a-l ucide pe Clouseau, înnebunește și este arestat.
Pentru că a recuperat încă o dată diamantul Pantera Roz, Clouseau este promovat în funcția de inspector-șef, în timp ce Sir Charles își reia cariera sa ca hoț de bijuterii. La un restaurant japonez, în finalul filmului, Cato îl atacă pe neașteptate pe Clouseau din nou și provoacă un scandal uriaș, distrugând localul. Dreyfus este internat într-un azil de nebuni pentru acțiunile sale, unde este îmbrăcat în cămașă de forță într-o celulă căptușită și jură să se răzbune pe Clouseau. Filmul se termină când Pantera Roz (sub formă de desene animate) intră în celula lui Dreyfus și îl filmează scriind „The End” pe perete.

## Distribuție
- Peter Sellers - Inspectorul Jacques Clouseau
- Christopher Plummer - Sir Charles Litton
- Catherine Schell - Lady Claudine Litton
- Herbert Lom - Inspectorul șef Charles Dreyfus
- Burt Kwouk - Cato Fong
- Peter Arne - Colonelul Sharki
- Peter Jeffrey - generalul Wadafi
- Grégoire Aslan - Șeful poliției Lugash
- David Lodge - Mac
- Graham Stark - Pepi
- Eric Pohlmann - Omul gras
- André Maranne - François
- Victor Spinetti - Recepționer la hotel
- John Bluthal - Cerșetor orb
- Mike Grady - băiat cu clopoțel
- Peter Jones - Psihiatru